# Honshū
Honshū (本州? lett. "terraferma" o "continente"), fino al 1869 anche Hondo (本土?), è l'isola più grande del Giappone. Su Honshū sono situate, oltre alla capitale Tokyo, alcune delle città più grandi e importanti del paese, come Hiroshima, Kawasaki, Kōbe, Kyoto, Nagoya, Nara, Osaka, Sendai e Yokohama.
Nei suoi confini amministrativi, ha una superficie di 231090 km², inclusi i 1214 km² delle isole dipendenti. Senza le isole minori, la superficie di Honshū è di 227.414 km², il che ne fa la 7ª isola più estesa del globo. Una catena montuosa altamente vulcanica attraversa l'isola per il lungo. La cima più alta è quella del Fuji (3776 m s.l.m.), seguita da alcune cime delle Alpi giapponesi. Il punto più settentrionale è la punta della penisola di Shimokita, a Ōma.

## Economia
Come nella maggior parte della nazione, l'industria si trova lungo le città costiere, tra cui Kyoto(京都), Osaka, Nagoya, Kōbe, e Hiroshima. 
L'economia lungo la costa nord-occidentale del Mar del Giappone proviene in gran parte dalla pesca e dall'agricoltura; Niigata è nota come un importante produttore di riso e sakè. Le pianure del Kantō e di Nōbi producono grandi quantità di riso e verdure che vengono esportate verso tutto il Giappone. Yamanashi è famosa per la frutticoltura (soprattutto uva), e Aomori è nota per le sue mele.

## Suddivisioni amministrative
Honshū conta oltre 103 milioni di abitanti (2003), concentrati soprattutto nelle pianure a disposizione, in particolare nella pianura del Kantō, dove circa il 35% della popolazione totale risiede nella Grande Area di Tokyo, che include Tokyo, Yokohama, Kawasaki, Saitama e Chiba. È stata la più popolosa isola della Terra fino alla metà degli anni ottanta, quando fu superata da Giava, in Indonesia, caratterizzata da un più alto tasso di crescita demografica.
I centri storici più importanti sono Kyoto, Nara e Kamakura.
L'isola è suddivisa in cinque regioni e contiene 34 prefetture, compresa quella metropolitana di Tokyo. Le regioni sono Chūgoku nella parte occidentale, Kansai a sud-est di Chūgoku, Chūbu al centro, Kantō nella parte orientale e Tōhoku a nord. Alcune isole minori sono incluse all'interno di queste prefetture; principalmente sono le isole Ogasawara, Sado, Izu Ōshima e Awaji.

### Prefetture
Le prefetture di Honshū sono di seguito riportate secondo le regioni geografiche nelle quali si trovano:
- Chūgoku — Hiroshima, Okayama, Shimane, Tottori, Yamaguchi.
- Kansai — Hyōgo, Kyoto, Mie, Nara, Osaka, Shiga, Wakayama.
- Chūbu — Aichi, Fukui, Gifu, Ishikawa, Nagano, Niigata, Toyama, Shizuoka, Yamanashi.
- Kantō — Chiba, Gunma, Ibaraki, Kanagawa, Saitama, Tochigi, Tokyo.
- Tōhoku — Akita, Aomori, Fukushima, Iwate, Miyagi, Yamagata.

## Terremoto e tsunami
Venerdì 11 marzo 2011, nella zona nord-orientale di Honshū, si verifica una violenta scossa di magnitudo 9,0, il più grande sisma registrato nello Stato nipponico. La scossa viene registrata dai sismografi alle 14:45, ora locale, a una profondità di 24,4 km, a più di 500 km dalle coste giapponesi. La violenta scossa, che causa molti danni e un incendio in una centrale nucleare, provoca uno tsunami, che si abbatte sulle coste giapponesi con onde alte fino a 38 metri. Ad oggi, il bilancio ufficiale delle vittime è di 15.703 morti accertati, 5.314 feriti e 4.647 dispersi.